# Þorvaldr Eiríksson
Þorvaldr Eiríksson (seconda metà del X secolo – inizio XI secolo) è stato un esploratore norreno, figlio di Erik il Rosso e fratello di Leif Erikson.
Le uniche fonti medievali disponibili riguardanti Thorvald Eiriksson sono le due saghe della Vinlandia: la Saga dei groenlandesi e la Saga di Erik il Rosso. Secondo queste saghe, Thorvald ha fatto parte della spedizione volta all'esplorazione della Vinlandia (o Vinland) ed è stato il primo europeo a morire in Nord America.
La Saga dei groenlandesi descrive un viaggio svolto da Bjarni Herjólfsson, e i successivi viaggi di Leif Eriksson, suo fratello Thorvald Eiriksson, sua sorella Freydís Eiríksdóttir, e il mercante islandese Thorfinn Karlsefni. La saga descrive le ostilità con gli Skræling, con cui i norreni identificavano gli indigeni incontrati nelle terre a sud e a ovest della Groenlandia, che definirono Vinland e Markland (probabilmente gli attuali Terranova e Labrador). Þorvaldr fu a capo della seconda spedizione verso il Vinland, dove era approdato in precedenza il fratello Leif. Dopo aver installato un accampamento nel luogo dello sbarco, vi trascorsero l'inverno e nella primavera successiva iniziarono ad esplorare i dintorni. In queste circostanze avvennero alcuni scontri con i nativi e durante uno di questi Þorvaldr fu ferito mortalmente da una freccia.
La Saga di Erik il Rosso racconta la storia come una singola spedizione guidata da Thorfinn Karlsefni; il viaggio di Thorvald Eriksson è narrato come facente parte della spedizione di Karlsefni.